# پل تکسیه
پل تکسیه (فرانسوی: Paul Texier‎; ۱ ژانویهٔ ۱۹۰۰ – ۱ ژانویهٔ ۲۰۰۰) دوچرخه‌سوار اهل فرانسه بود.